# Araros
Araros (en llatí Ararus, en grec antic Ἀραρώς) fou un poeta còmic atenenc de la comèdia mitjana, fill d'Aristòfanes, que va florir entre el 375 aC i el 388 aC. Els seus germans Filip i Nicòstrat també van ser poetes còmics.
Aristòfanes el va presentar per primera vegada en públic com a actor principal (hypokrites) a la seva obra de teatre Plutus el 388 aC, la darrera comèdia que va presentar amb el seu propi nom. Encara va escriure dues comèdies més, Κώκαλος (Cócalos) i Αἰολοσίκων (Aiolosíkon) que es van presentar amb el nom d'Araros, probablement immediatament després de l'any 388 aC. La primera obra que va escriure, segons Suides, la va presentar l'any 375 aC. Suides també menciona els títols d'algunes de les seves obres: 
- Καινεύς (Ceneu, de temàtica eròtica)
- Καμπυλίων (Pampilion, el nom d'una comèdia conservada fragmentàriament d'Eubule de Cèttia)
- Πανὸς γοναί (El naixement de Pan)
- Ὑμέναιος (Himeneu, descripció d'un casament)
- Ἄδωνις (Adonis, de tema eròtic)
- Παρθεννίδιον (Petita verge, possiblement també de tema eròtic)

Es conserva un fragment sobre Araros del seu rival Alexis de Turis, segons Ateneu de Nàucratis, que diu: καὶ γὰρ Βούλομαι ὕδατός σε γεῦσαι: πρᾶγμα δ᾽ ἐστί μοι μέγα φρέατορ ἔνδον ψυχρότερον Ἀραρότος ("I de fet vull que tasti una mica d'aigua, tinc aquí un pou amb aigua, fins i tot més freda que el mateix Araros").